# Hélio Morais
Hélio Morais é um músico português de Lisboa, compositor e autor. Mais conhecido como baterista das bandas Linda Martini e PAUS, também é músico a solo, em MURAIS e em nome próprio.

## Percurso
É fundador das bandas Linda Martini (2003, como baterista e compositor), PAUS (2009, como baterista, compositor e autor) e If Lucy Fell (2004, como baterista, compositor e autor). Com os Linda Martini editou seis álbuns e dois EP de originais, com os PAUS editou seis álbuns e três EP de originais, com os If Lucy Fell editou dois álbuns de originais e enquanto MURAIS editou um álbum de originais.
Foi fundador da estrutura de agenciamento HAUS e d'A Lavoura.
A solo lançou, enquanto MURAIS, editou, em 2021, o álbum homónimo. Foi produzido por Benke Ferraz, da banda Boogarins, e contou com a participação de artistas nacionais e internacionais, nomeadamente Xana (Rádio Macau), Giovani Cidreira, Catarina Munhá, Fábio Jevelim e Makoto Yagyu (os dois últimos, dos PAUS).
Atuou em festivais como Paredes de Coura (2007, 2010, 2011, 2012, 2014, 2018 e 2022), NOS Alive (2009, 2010, 2011, 2012, 2013, 2014, 2016, 2018, 2019 e 2023), NOS Primavera Sound (2012, 2013, 2016), SBSR (2006, 2007, 2011), Primavera Sound (2012, 2013, 2014), MEO SW (2006) e EDP Vilar de Mouros (2016 e 2019).
Enquanto baterista é endorser internacional da Avedis Zildjian Company.
Participou no Festival RTP da Canção de 2020 como compositor e letrista da canção "Cubismo Enviesado", interpretada por Judas. A canção classificou-se em 7.º lugar na segunda semifinal (com seis ponto do júri de sala e quatro do televoto), não sendo apurada à final.

## Reconhecimentos e Prémios
Em 2006 recebeu a distinção de single do ano com "Amor Combate" (Linda Martini) por Henrique Amaro (Antena 3) e no mesmo ano, o disco de estreia da banda foi distinguido pelos leitores da Blitz como disco do ano. Em 2010 recebe com o disco Casa Ocupada (Linda Martini) a distinção de disco do ano para os leitores da Blitz e em 2013 volta a receber o prémio de disco do ano, pela mesma revista, pelo álbum Turbo Lento (Linda Martini), entrando diretamente para o número dois da tabela de vendas da AFP e para o mais ouvido no Spotify. Recebe a distinção com o álbum Sirumba (Linda Martini) de 6.º melhor álbum português, em 2016.

## Discografia
- You Make Me Nervous (LP 2005) (If Lucy Fell)
- Olhos de Mongol (LP 2006) (Linda Martini)
- Zebra Dance (LP 2008) (If Lucy Fell)
- Marsupial (EP 2008) (Linda Martini)
- Casa Ocupada (LP 2010) (Linda Martini)
- É Uma Água (EP 2010) (PAUS)
- PAUS (2011) (LP PAUS)
- Turbo Lento (LP 2013) (Linda Martini)
- Clarão (LP 2014) (PAUS)
- Sirumba (LP 2016) (Linda Martini)
- Mitra (2016) (LP PAUS)
- Linda Martini (LP 2018) (Linda Martini)
- Madeira (LP 2018) (PAUS)
- LXSP (EP 2019) (PAUS)
- YESS (LP 2019) (PAUS)
- ERRÔR (LP 2022) (Linda Martini)
- MURAIS (LP 2021) (Solo)
- PAUS E O CAOS (LP 2023) (PAUS)